# منطقة سوكمان آباد الريفية
منطقة سوكمان آباد الريفية (الفارسية: دهستان سكمن آباد) تقع في منطقة صفايا بمقاطعة خوي، في محافظة أذربيجان الغربية الإيرانية. تُدار من مدينة زراباد. سُميَت المنطقة تيمنًا باسم التركماني المسلم سوكمان الثاني .[بحاجة لمصدر]

## التركيبة السكانية

### التعداد
في وقت التعداد الوطني لعام 2006، بلغ عدد سكان المنطقة الريفية 13012 نسمة في 2525 أسرة. بلغ عدد السكان 11,808 نسمة في 2,895 أسرة في التعداد السكاني التالي لعام 2011. وأظهر تعداد عام 2016 أن عدد سكان المنطقة الريفية بلغ 11.325 نسمة في 3.014 أسرة. كانت قرية زاوية هي الأكثر اكتظاظًا بالسكان من بين قراها الـ 42، حيث بلغ عدد سكانها 1640 نسمة.